# Конвіксія
Конвіксія — в пасіонарній теорії етногенезу, група людей з однохарактерним побутом та спільним місцем проживання, існуюча протягом кількох поколінь.
Приклади конвіксій – сільські громади, середньовічні квартали ремісників, дрібні племена.